# Cantare e vai/Poggibonsi
Cantare e vai/Poggibonsi è un singolo di Milva, pubblicato dalla Ricordi nel 1983.

## Cantare e vai
Cantare e vai era la sigla finale della prima edizione della trasmissione televisiva Al Paradise del 1983, in onda ogni sabato sera su Rai 1, condotta dalla cantante con Oreste Lionello ed Heather Parisi, per la regia di Antonello Falqui e Michele Guardì.
Il brano, arrangiato da Gianni Ferrio e scritto da Michele Guardì e lo stesso Ferrio, vedeva la partecipazione della Banda Folkloristica Poggio Moiano agli arrangiamenti e nell'esecuzione dal vivo all'interno della trasmissione. Il brano era già apparso nella sua forma strumentale e con un arrangiamento diverso nella colonna sonora del film del 1978 Travolto dagli affetti familiari, diretto da Mauro Severino e interpretato da Lando Buzzanca e Gloria Guida.
All'epoca della sua uscita il brano non fu inserito in alcun album, pubblicato solo a 45 giri. Nel 2016 fu inserito nella raccolta della BMG Milva.

## Poggibonsi
Poggibonsi è la canzone pubblicata sul lato B del singolo, scritta da Franco Battiato e Giusto Pio, già apparsa nell'album del 1982 Milva e dintorni.